# Julius Reichelt
Julius Reichelt (* 5. Januar 1637 in Straßburg; † 19. Februar 1717 ebenda) war ein deutscher Kartograf, Astronom, Geograph, Mathematiker und Ratsherr.

## Leben
Er studierte ab Oktober 1644 in Straßburg und promovierte im April 1660 zum Doktor der Philosophie. Im Jahr 1667 wurde er Mathematikprofessor am Straßburger Gymnasium. Auf einer Studienreise in die Niederlande, Ostpreußen und Dänemark traf er Wissenschaftler wie Jan Hudde (Amsterdam), Andreas Concius (Königsberg), Johannes Hevelius (Danzig) und Adam Olearius (Gottorp), den Kartographen Johannes Meyer, die Festungsspezialisten Axel Vrop (1601–1671), die in Dänemark wirkenden Gebrüder Gottfried Hoffmann (um 1630 bis 1687) und Georg Hoffmann und Henrik Ruse, Erasmus Bartholin und den Astronomen Villum Lange (1624–1682) in Kopenhagen.
Von seiner Rundreise brachte er die Idee eines astronomischen Observatoriums an der Spitze des Hospitaltores in Straßburg nach dem Vorbild des Runden Turms in Kopenhagen mit, das aber keine idealen Beobachtungsbedingungen bot und mehr dem Prestige der Universität diente. (Zur Geschichte des Observatoriums Straßburg, siehe Observatoire de Strasbourg.) Reichelt besuchte den runden Turm etwa ein Vierteljahrhundert nach dessen Fertigstellung.

## Schriften
- Julii Reichelti Exercitatio, De Amuletis : aeneis figuris illustrata. Spoor & Wächtler, Argentorati 1676, urn:nbn:de:bvb:12-bsb10965771-5.
- Circuli Suevici. Succincta Descriptio. Das ist: Kurtzgefaßte Beschreibung Des Schwäbischen Creißes: Darinnen die Bistühmer Costnitz, Augspurg und Cur, die Gefürstete Abthey zu Kempten, die Gefürstete Probstey zu Ellwangen, die Abteyen: zu Salmansweiler, Weingarten, Ochsenhausen, Elchingen, Isingen, Ursperg ... ans Liecht gegeben worden. Michahelles und Adolph, Nürnberg 1703, urn:nbn:de:bvb:12-bsb10018884-8.